# Heaven & Hell
Heaven & Hell (en español: Cielo e infierno) es el primer álbum de estudio de la cantante estadounidense Ava Max. Fue lanzado el 18 de septiembre de 2020 a través de Atlantic Records. Max grabó el álbum desde diciembre de 2018 hasta marzo de 2020, donde colaboró con compositores como Cirkut, RedOne, Charlie Puth y Bonnie McKee. Musicalmente, Heaven & Hell es un disco pop, de dance pop y de electropop, que se divide en dos lados; el primero contiene sonidos hímnicos, mientras que el segundo incorpora melodías más oscuras. 
El álbum recibió críticas generalmente favorables de los críticos musicales, muchos de los cuales elogiaron la producción y las habilidades vocales de Max, pero criticaron las letras y la falta de originalidad. El álbum alcanzó el puesto número dos en el Reino Unido y el puesto número 27 en la lista estadounidense Billboard 200. Desde entonces ha sido certificado platino por la Recording Industry Association of America (RIAA) en los Estados Unidos y oro por la Industria Fonográfica Británica (BPI) en el Reino Unido.

## Antecedentes y desarrollo
Después del lanzamiento de «Sweet but Psycho» en agosto de 2018, Max realizó una gira por el extranjero durante 30 a 40 días antes de regresar a casa en Navidad ese mismo año, donde comenzó a escribir para su álbum de estudio debut sin título. En abril de 2019, Max anunció que lanzaría su álbum de estudio debut ese mismo año. En una entrevista con Billboard, Max mencionó que «hay algunas otras canciones que son como comodines, y hay algunas pocas en las que estoy siendo vulnerable».  Grabó más de cien canciones para el álbum y pasó varios meses decidiendo cuales incluir. Heaven & Hell se completó inicialmente a principios de 2019, pero se retrasó para mejorar la lista de canciones al agregar más canciones y eliminar una.
En diciembre de 2019, Max dio un indicio que el álbum se lanzaría en los próximos meses. En ese momento, confirmó que estaba en proceso de finalización, pero se retrasó por la pandemia de COVID-19. Cuando MTV News le preguntó sobre el álbum poco después del lanzamiento de «Kings & Queens», Max dijo que los sencillos lanzados anteriormente, con la excepción de «Sweet but Psycho», no estaban incluidos en la lista de canciones. Eventualmente, «So Am I», «Salt» y «Torn» llegaron a la lista de canciones final, que Max agregó debido a la demanda de los fanáticos. También decidió incluir la canción introductoria del álbum «H.E.A.V.E.N» en marzo de 2020, mientras reorganizaba cada canción de Heaven & Hell basándose en sus instintos.

## Producción y portada
Musicalmente, Heaven & Hell contiene géneros de pop, dance pop, y electropop, con temas líricos de amor, feminismo y resiliencia. Max insistió en querer una energía upbeat para el álbum para que fuera coherente, razonando que no quería que todas las canciones sonaran igual. Ella describió algunas canciones como «muy fuertes y estimulantes», mientras que otras «son un poco más sentimentales». Max se rehusó a incluir una balada en el álbum, ya que sintió que tendría que incluir al menos cuatro baladas sin eliminar ninguna canción de baile. Además, afirmó que Heaven & Hell es una colección de música inspirada en artistas de su infancia como Britney Spears, Christina Aguilera y Mariah Carey. Cirkut, RedOne, Charlie Puth y Bonnie McKee participaron en la producción del álbum. El álbum se divide en dos lados; Lado A: Heaven (Cielo), y Lado B: Hell (Infierno). El primero consiste en canciones energéticas que sirven como himnos, mientras que la segunda consiste en melodías más oscuras y melancólicas. Max imaginó el concepto por primera vez antes de su presentación en los MTV Video Music Awards 2019, después de incluir el título del álbum como una letra en el puente de «Torn», eventualmente posicionando la canción en el «purgatorio» del álbum.
Max reclutó a la directora creativa Charlotte Rutherford para crear imágenes para Heaven & Hell a través de mensajes directos, donde creó la portada del álbum, el cual contiene una imagen reflejada del cabello asimétrico rubio y anaranjado de Max en dos colores diferentes. Max explicó que quería que fuera «bastante simple», ya que utilizó varias ideas locas en portadas anteriores. La contraportada y el folleto de 12 páginas contienen fotos que muestran el cielo en el espacio y el infierno en la tierra, que ella describió como un «mundo entero que yo creé». Se incorporó una paleta temática de naranja y azul en las imágenes del álbum, con los colores elegidos específicamente por Max. Afirmó que el color azul simboliza «cielo y luz», mientras que el naranja es «más ardiente pero también vibrante».

## Canciones
La edición estándar de Heaven & Hell abre con «H.E.A.V.E.N», un «remolino electrónico» que incluye «sintetizadores que ofrecen una variedad de sonidos emocionantes y frescos». «Kings & Queens» es una canción de power pop con elementos de glam rock cuya letra trata sobre el empoderamiento de la mujer. Consiste en una guitarra eléctrica con sintetizadores y contiene una interpolación de la canción de Bonnie Tyler de 1986 «If You Were a Woman (And I Was a Man)», que también se usó en la canción de Bon Jovi de 1986 «You Give Love a Bad Name». «Naked» es una canción pop, de dance pop y de synth pop que es «impulsada por el bajo». Líricamente, trata sobre la inseguridad de Max en abrirse y ser vulnerable ante su amante. Anteriormente titulado «Black Shoes», «Tattoo» es descrita como «una colaboración en el tiempo de 2010 entre [Katy] Perry y Carly Rae Jepsen». «OMG What's Happening» es una canción de disco-funk y disco-pop que contiene un puente de palabras habladas. «Call Me Tonight» contiene letras con doble sentido que tratan sobre pasarla con alguien por una sola noche. «Born To The Night» es descrita como una «dosis maravillosa de resplandecientes sintetizadores y ritmos inspirados en los 80». Interpola la canción «Major Tom (Coming Home)» (1983), escrita e interpretada por Peter Schilling. «Torn» es una canción de baile y pop que utiliza elementos de la música disco. Líricamente, trata sobre la lucha interna de querer irse y al mismo tiempo querer quedarse con un amante.
«Take You To Hell» trata sobre exigir «un mejor trato a un amante mediocre». «Who's Laughing Now» es una canción dance pop que trata sobre una chica que está siendo hecha luz de gas, sirviendo como una continuación de «Sweet but Psycho». «Belladonna» es descrita como una canción de «combustión lenta» que incluye sintetizadores y letras que comparan a Max con «la mortal belladona». «Rumors» trata sobre ignorar lo que los demás dicen sobre una relación amorosa.[cita requerida] «So Am I» es una canción de electropop, descrita como un «himno inspirador y de autoaceptación». Líricamente, discute la importancia del amor propio, ser un paria y no encajar en la sociedad. «Salt» es una canción dance pop, con elementos de disco. Contiene «ritmos de discoteca de los años setenta y ochenta» mezclados con las «inflexiones vocales» de Max. Líricamente, describe la naturaleza despreocupada de no llorar por un ex. La edición estándar y la reedición digital de Heaven & Hell cierran con «Sweet but Psycho», una canción pop, dance pop, electropop y synth pop inspirada en la música de la década de 1980. Líricamente, trata «sobre una chica que no tiene miedo de mostrar todos sus lados y sus dualidades, y sobre un chico que ama todos esos lados».

### Canciones adicionales
La reedición digital de Heaven & Hell abre con «My Head & My Heart», un himno pop y de baile que interpola la canción de Eurovision de 2000 de ATC «Around the World (La La La La La)», que a su vez es una versión de la canción de 1998 «Pesenka» de Ruki Vverh!. Líricamente, la canción describe una confrontación entre Max y su exnovio que Max no puede sacar de su cabeza. Además, «le pide a un viejo amor que repare su corazón roto». La edición japonesa de Heaven & Hell incluye — además de versiones acústicas de «Kings & Queens», «So Am I», «Salt» y «Sweet but Psycho» — «Not Your Barbie Girl», una canción de trap-pop que utiliza la estructura melódica y lírica de la canción satírica «Barbie Girl» de 1997 del grupo pop danés Aqua. Sin embargo, abandona su ironía para optar por un mensaje más directo que apoya el derecho de las mujeres a controlar a quién consienten para tocar sus cuerpos.

## Lanzamiento y promoción
Max anunció la fecha de lanzamiento y el título de Heaven & Hell el 29 de julio de 2020, que fue acompañado por el lanzamiento de «Who's Laughing Now» al día siguiente. Se planeó originalmente una gira en apoyo al álbum para septiembre a octubre de 2020 en los Estados Unidos, pero se canceló debido a la pandemia. Max declaró en octubre de 2020 que se planeaba lanzar una edición de lujo de Heaven & Hell a finales de año y reconoció que estaba en proceso de completarse, pero indicó en septiembre de 2021 que había dejado atrás Heaven & Hell a favor de desarrollar su segundo álbum.

### Sencillos
«Sweet but Psycho» fue lanzado como el primer sencillo el 17 de agosto de 2018. Alcanzó el puesto número uno en 22 países y el puesto número 10 en la lista musical estadounidense Billboard Hot 100. «So Am I» fue lanzado el 7 de marzo de 2019, que alcanzó el número uno en la lista musical polaca Polish Airplay Top 100 y se ubicó en el top 10 en 14 países. «Torn» fue lanzado el 19 de agosto de 2019, que alcanzó el top 10 en Eslovaquia, Eslovenia, Letonia y Polonia, . «Salt» fue lanzado como el cuarto sencillo el 12 de diciembre de 2019. La canción fue lanzada oficialmente después de recibir altos números de reproducciones en SoundCloud a pesar de no haber tenido promoción previa. Encabezó en la Polish Airplay Top 100 y se ubicó en el top 10 en Alemania, Austria, Finlandia, Noruega, Rusia, Suiza y Ucrania.
«Kings & Queens» fue lanzado como el quinto sencillo de Heaven & Hell el 12 de marzo de 2020. Alcanzó la cima del Polish Airplay Top 100 y se ubicó en el top 20 en Alemania, Austria, Estados Unidos, Finlandia, Noruega, Reino Unido y Suiza. «Who's Laughing Now» fue lanzado el 30 de julio de 2020, donde encabezó la Polish Airplay Top 100 y se ubicó en el top 10 en Finlandia y Noruega.  «OMG What's Happening» fue lanzado como el séptimo sencillo el 3 de septiembre de 2020. «My Head & My Heart» se lanzó el 19 de noviembre de 2020 y fue incluida en la edición digital del álbum.

### Otras canciones
Un videoclip de la canción «Naked» fue lanzado junto con el lanzamiento del álbum el 18 de septiembre de 2020, que fue dirigido por Hannah Lux Davis.

### Otros medios
El 22 de septiembre de 2020, en una entrevista realizada en Amazon Live, Max interpretó «Kings & Queens», «Naked», «Salt», «Who's Laughing Now» y «Sweet but Psycho». El mismo día, Max interpretó «Kings & Queens» en el programa de entrevistas estadounidense The Kelly Clarkson Show. El 23 de septiembre de 2020, Max interpretó «Kings & Queens» en America's Got Talent junto con la concursante Daneliya Tuleshova en el episodio final de la decimoquinta temporada de la serie. El 25 de septiembre de 2020 se llevó a cabo virtualmente una fiesta de lanzamiento en la plataforma de juegos Roblox, que incluyó un foro de «preguntas y respuestas» con Max, un concierto interactivo y una tienda de artículos. Durante la fiesta, Max apareció en una gran pantalla flotante para discutir el álbum, antes de actuar sobre un fondo rodeado de luces intermitentes y fuegos artificiales, que se transformó en una versión animada del infierno. Más de 1,156,000 jugadores aparecieron en el evento, lo que provocó que Roblox considerara integrar más conciertos virtuales en la plataforma.

## Recepción crítica
Escribiendo para AllMusic, Neil Z. Yeung declaró que Heaven & Hell es «una joya elaborada por expertos», elogiando el álbum por mostrar el rango sonoro y la personalidad de Max. Jason Lipshutz de Billboard declaró que Heaven & Hell era un «trabajo implacablemente animada», con varias canciones que contienen géneros de electropop. Destacó la teatralidad vocal de Max en «OMG What's Happening» y concluyó que «Naked» tuvo una de las mejores presentaciones de coros en 2020. Lipshutz colocó Heaven & Hell en su lista no clasificada de «Los 25 mejores álbumes pop de 2020», afirmando que Max «parece que se está divirtiendo» y elogió su decisión de no incorporar baladas en el álbum. Al escribir para The Guardian, Michael Cragg elogió el álbum por tener una infraestructura melódica impecable. Aunque lo comparó con el álbum Smile de Katy Perry de 2020, que The Atlantic etiquetó como «demasiado complejo para 2D», Cragg reconoció que la originalidad no era una prioridad para Max y afirmó que había «algo glorioso en su obstinada aversión a cualquier cosa que no fuera escapismo 2D». Michael Chaiken de Republican-American escribió que el álbum de tempo medio era «música pop muy buena» con grandes hooks, comparándolo con canciones lanzadas al principio de la carrera de Lady Gaga. Escribiendo para The National, Saeed Saeed señaló que cada canción en Heaven & Hell contenía "hooks colosales llevados por océanos de líneas de sintetizador y ritmos de discoteca», que fueron acompañados por la máxima voz de Max. Describió a Max como una «perspectiva intrigante» antes de concluir que el álbum era «todo menos sutil».
Escribiendo para Us Weekly, Nicholas Hautman elogió la animada lista de canciones del álbum por presentarse de manera similar a un disco fonográfico, donde la primera cara es «más pop y despreocupada», mientras que la segunda mitad adopta «un enfoque más oscuro y melancólico». Sin embargo, criticó las letras cliché de canciones como «Naked» y «Salt», insistiendo en que la primera trata de «quitarse la ropa», mientras que la segunda trata de «llorar tanto que literalmente te quedas sin los electrolitos necesarios para formar lágrimas». Escribiendo para Spectrum Culture, Jeffrey Davies criticó la falta de innovación e individualidad en Heaven & Hell, además de los lanzamientos de sencillos escalonados de hace más de un año, afirmando que «Who's Laughing Now» y «OMG What's Happening» estaban «fuera de lugar». Sin embargo, elogió la fuerte voz y el talento artístico de Max por crear un sentimiento nostálgico en la pista de baile, y señaló que ella recordaba a artistas como Paula Abdul y Taylor Dayne. Helena Wadia de Evening Standard escribió que mientras Max era hábil para «escribir melodías pegadizas», criticaba Heaven & Hell por su uso de «pop fabricado» y «tropos líricos», concluyendo que «en última instancia carece de personalidad».

## Lista de canciones
| Heaven & Hell – Edición estándar |                        | |                             |          |  |
| N.º                              | Título                 | Escritor(es) | Productor(es)               | Duración |  |
| 1.                               | «Heaven»               | Amanda Ava Koci Henry Walter                                                                                        | Cirkut                      | 1:46     |  |
| 2.                               | «Kings & Queens»       | Koci Brett McLaughlin Desmond Child Hillary Bernstein Jakke Erixson Madison Love Mimoza Blinson Nadir Khayat Walter | Cirkut RedOne               | 2:42     |  |
| 3.                               | «Naked»                | Koci Bonnie McKee Diederik van Elsas Jessica Malakouti Parrish Warrington Walter                                    | Cirkut Trackside            | 3:42     |  |
| 4.                               | «Tattoo»               | Koci Andreas Haukeland Charles Puth Jr. Elof Loelv Jacob Kasher Hindlin Walter                                      | Cirkut                      | 2:39     |  |
| 5.                               | «OMG What's Happening» | Koci Henri Antero Salonen Jason Gill Roland Spreckley Sorana Păcurar Walter                                         | Cirkut Hank Solo Jason Gill | 2:59     |  |
| 6.                               | «Call Me Tonight»      | Koci Ebba Tove Nilsson Jakob Jerlström Johan Schuster Love Ludvig Söderberg Walter                                  | Cirkut Shellback A Strut    | 2:50     |  |
| 7.                               | «Born To The Night»    | Koci Love Peter Schilling Spreckley Thomas Eriksen Walter                                                           | Cirkut Earwulf              | 3:19     |  |
| 8.                               | «Torn»                 | Koci Eriksen James Lavigne Love Samuel Denison Martin Walter                                                        | Cirkut                      | 3:18     |  |
| 9.                               | «Take You To Hell»     | Koci Khristian Arenada Love Maria Jane Smith Spreckley Victor Thell Walter                                          | Cirkut                      | 2:44     |  |
| 10.                              | «Who's Laughing Now»   | Koci Jonnali Parmenius Linus Wiklund Love Måns Wredenberg Walter                                                    | Cirkut Lotus IV             | 3:00     |  |
| 11.                              | «Belladonna»           | Koci Loelv Walter                                                                                                   | Cirkut                      | 3:23     |  |
| 12.                              | «Rumors»               | Koci Christoph «Shuko» Bauss Fridolin Walcher Jonas Becker Love Pacurar Samuel John Gray Timofei Crudu Walter       | Cirkut Freedo               | 3:12     |  |
| 13.                              | «So Am I»              | Koci Gigi Grombacher Puth Jr. Smith Spreckley Thell Walter                                                          | Cirkut                      | 3:04     |  |
| 14.                              | «Salt»                 | Koci Autumn Rowe Love Nicole Morier Walter                                                                          | Cirkut                      | 3:00     |  |
| 15.                              | «Sweet but Psycho»     | Koci Haukeland Love Walter William Lobban-Bean                                                                      | Cirkut                      | 3:07     |  |
| 44:45                            |                        | |                             |          |  |

| Heaven & Hell – Edición digital |                      |                                                                   |                           |          |  |
| N.º                             | Título               | Escritor(es)                                                      | Productor(es)             | Duración |  |
| 1.                              | «My Head & My Heart» | Koci Aleksey Potekhin Eriksen Love Sergey Zhukov Tia Scola Walter | Cirkut Earwulf Jonas Blue | 2:54     |  |
| 47:39                           |                      |                                                                   |                           |          |  |

| Heaven & Hell – Edición japonesa |                               |                                                                     |                          |          |  |
| N.º                              | Título                        | Escritor(es)                                                        | Productor(es)            | Duración |  |
| 1.                               | «Heaven»                      | Koci Walter                                                         | Cirkut                   | 1:46     |  |
| 2.                               | «Kings & Queens»              | Koci Bernstein Blinsson Child Erixson Khayat Love McLaughlin Walter | Cirkut RedOne            | 2:42     |  |
| 3.                               | «Naked»                       | Koci Malakouti McKee Walter Warrington van Elsas                    | Cirkut Trackside         | 3:42     |  |
| 4.                               | «Tattoo»                      | Koci Haukeland Hindlin Loelv Puth Jr. Walter                        | Cirkut                   | 2:39     |  |
| 5.                               | «OMG What's Happening»        | Koci Gill Păcurar Salonen Spreckley Walter                          | Cirkut Gill Solo         | 2:59     |  |
| 6.                               | «Call Me Tonight»             | Koci Jerlström Love Nilsson Schuster Söderberg Walter               | Cirkut Shellback A Strut | 2:50     |  |
| 7.                               | «Born To The Night»           | Koci Eriksen Love Schilling Spreckley Walter                        | Cirkut Earwulf           | 3:19     |  |
| 8.                               | «Kings & Queens» (acústico)   | Koci Bernstein Blinsson Child Erixson Khayat Love McLaughlin Walter | Cirkut RedOne            | 3:08     |  |
| 9.                               | «Torn»                        | Koci Eriksen Lavigne Love Martin Walter                             | Cirkut                   | 3:18     |  |
| 10.                              | «Take You To Hell»            | Koci Arenada Love Smith Spreckley Thell Walter                      | Cirkut                   | 2:44     |  |
| 11.                              | «Who's Laughing Now»          | Koci Love Parmenius Walter Wiklund Wredenberg                       | Cirkut Lotus IV          | 3:00     |  |
| 12.                              | «Belladonna»                  | Koci Loelv Walter                                                   | Cirkut                   | 3:23     |  |
| 13.                              | «Rumors»                      | Koci Bauss Becker Crudu Gray Love Pacurar Walcher Walter            | Cirkut Freedo            | 3:12     |  |
| 14.                              | «So Am I»                     | Koci Grombacher Puth Jr. Smith Spreckley Thell Walter               | Cirkut                   | 3:04     |  |
| 15.                              | «Salt»                        | Koci Love Morier Rowe Walter                                        | Cirkut                   | 3:00     |  |
| 16.                              | «Sweet but Psycho»            | Koci Haukeland Lobban-Bean Love Walter                              | Cirkut                   | 3:07     |  |
| 17.                              | «Not Your Barbie Girl»        | Koci Claus Norreen Love Søren Nystrøm Rasted Walter                 | Cirkut                   | 3:07     |  |
| 18.                              | «So Am I» (acústico)          | Koci Grombacher Puth Jr. Smith Spreckley Thell Walter               | Cirkut                   | 3:04     |  |
| 19.                              | «Salt» (acústico)             | Koci Love Morier Rowe Walter                                        | Cirkut                   | 3:10     |  |
| 20.                              | «Sweet but Psycho» (acústico) | Koci Haukeland Lobban-Bean Love Walter                              | Cirkut                   | 2:59     |  |
| 60:13                            |                               |                                                                     |                          |          |  |

## Créditos y personal
Créditos adaptados de Tidal.

### Edición digital
Músicos
| - Amanda Ava Koci – voz (todas las canciones) - Henry Walter – programación (todas las canciones); instrumentos (1, 9,16); teclados (3) - Nadir Al-Khayat – programación (3) - Diederik van Elsas – programación (4) - Parish Warrington – programación (4) - Jakob Jerlström – teclados, programación (7) | - Ludvig Söderberg – teclados, programación (7) - Johan Schuster – guitarra acústica, programación, tambores y teclados (7) - Thomas Eriksen – programación (8) - Linus Wiklund – programación, teclados (11) - Måns Wredenberg – silbato (11) - Noonie Bao – coros (11) |

Técnicos
| - Cirkut – producción (todas las canciones); ingeniería, producción de voz (1); mezcla (15) - John Hanes – ingeniería (todas las canciones); ingeniería de mezcla (1) - Chris Gehringer – masterización (todas las canciones) - Serban Ghenea – mezcla (todas las canciones) - Earwulf – producción (1, 8) - Jonas Blue - producción (1) - RedOne – producción (3) - Trackside – producción (4) | - Hank Solo – producción (6) - Jason Gill – producción (6) - A Strut – producción (7) - Shellback – producción (7) - Lotus IV – producción (11) - Fridolin Walcher – producción adicional (13) - Itai Schwartz – ingeniería (14) |

## Posicionamiento en listas
| Listas (2020–2021)                  | Mejor posición |
| ----------------------------------- | -------------- |
| Alemania (Offizielle Top 100)       | 7              |
| Australia (ARIA)                    | 7              |
| Austria (Ö3 Austria)                | 6              |
| Bélgica (Ultratop Flandes)          | 7              |
| Bélgica (Ultratop Valonia)          | 14             |
| Canadá (Billboard Canadian Albums)  | 16             |
| Croacia (HDU)                       | 12             |
| Dinamarca (Hitlisten)               | 13             |
| Escocia (OCC)                       | 4              |
| Eslovaquia (ČNS IFPI)               | 4              |
| España (PROMUSICAE)                 | 8              |
| Estados Unidos (Billboard 200)      | 27             |
| Finlandia (Suomen virallinen lista) | 6              |
| Francia (SNEP)                      | 14             |
| Hungría (MAHASZ)                    | 2              |
| Irlanda (OCC)                       | 17             |
| Islandia (Tónlist)                  | 28             |
| Italia (FIMI)                       | 28             |
| Japón (Billboard Japan Hot Albums)  | 20             |
| Japón (Oricon)                      | 42             |
| Lituania (AGATA)                    | 10             |
| Noruega (VG-lista)                  | 2              |
| Nueva Zelanda (RMNZ)                | 20             |
| Países Bajos (Album Top 100)        | 6              |
| Polonia (ZPAV)                      | 25             |
| Reino Unido (OCC)                   | 2              |
| República Checa (ČNS IFPI)          | 5              |
| Suecia (Sverigetopplistan)          | 7              |
| Suiza (Schweizer Hitparade)         | 5              |

| Listas (2020)                | Posición |
| ---------------------------- | -------- |
| Bélgica (Ultratop Flandes)   | 140      |
| Francia (SNEP)               | 161      |
| Países Bajos (Album Top 100) | 61       |
| Suiza (Schweizer Hitparade)  | 83       |

| Listas (2021)                  | Posición |
| ------------------------------ | -------- |
| Alemania (Offizielle Top 100)  | 63       |
| Austria (Ö3 Austria)           | 29       |
| Bélgica (Ultratop Flandes)     | 41       |
| Bélgica (Ultratop Valonia)     | 82       |
| Dinamarca (Hitlisten)          | 31       |
| Estados Unidos (Billboard 200) | 186      |
| Francia (SNEP)                 | 98       |
| Hungría (MAHASZ)               | 81       |
| Noruega (VG-lista)             | 12       |
| Países Bajos (Album Top 100)   | 24       |
| Suecia (Sverigetopplistan)     | 43       |
| Suiza (Schweizer Hitparade)    | 33       |

| Listas (2022)              | Posición |
| -------------------------- | -------- |
| Bélgica (Ultratop Flandes) | 41       |
| Bélgica (Ultratop Valonia) | 82       |
| Francia (SNEP)             | 186      |

## Certificaciones
| País           | Organismo certificador | Certificación | Ventas certificadas | Ref.    |
| -------------- | ---------------------- | ------------- | ------------------- | ------- |
| Argentina      | CAPIF                  | Oro           | 10 000              | [ 152 ] |
| Austria        | IFPI Austria           | Oro           | 7 500               | [ 153 ] |
| Brasil         | Pro-Música Brasil      | Platino       | 40 000              | [ 154 ] |
| Canadá         | Music Canada           | Platino       | 80 000              | [ 155 ] |
| Dinamarca      | IFPI Dinamarca         | Platino       | 20 000              | [ 156 ] |
| Estados Unidos | RIAA                   | Platino       | 1 000 000           | [ 157 ] |
| Finlandia      | Musiikkituottajat      | 3× Platino    | 60 000              | [ 158 ] |
| Francia        | SNEP                   | Platino       | 100 000             | [ 159 ] |
| Italia         | FIMI                   | Oro           | 50 000              | [ 160 ] |
| Noruega        | IFPI Noruega           | 7× Platino    | 140 000             | [ 161 ] |
| Polonia        | ZPAV                   | 3× Platino    | 60 000              | [ 162 ] |
| Reino Unido    | BPI                    | Oro           | 100 000             | [ 163 ] |
| Singapur       | RIAS                   | Platino       | 10 000              | [ 164 ] |

## Historial de lanzamiento
| País   | Fecha                    | Formato                              | Discográfica       | Ref.    |
| ------ | ------------------------ | ------------------------------------ | ------------------ | ------- |
| Varios | 18 de septiembre de 2020 | CD casete descarga digital streaming | Atlantic Records   | [ 165 ] |
| Europa | 18 de diciembre de 2020  | LP                                   | Atlantic Records   | [ 166 ] |
| Japón  | 13 de enero de 2020      | CD                                   | Warner Music Japan | [ 167 ] |
| Varios | 12 de febrero de 2020    | LP                                   | Atlantic Records   | [ 168 ] |